# Guy de Charpigny
Guy de Charpigny, mort en 1295, est un noble, probablement d'origine française. Il est le fils d'Hugues Ier de Charpigny, premier baron de Vostitza, à qui il succède après sa mort dans le milieu du XIIIe siècle.
En 1289, il sert pendant plusieurs mois en tant que bailli du roi de Naples pour la principauté d'Achaïe.
Bien que très estimé du peuple de Morée, il est assassiné en 1295 à Xylókastro par un magnat grec de Kalávryta nommé Photius, qui l'aurait confondu avec Gautier de Liederkerque (en), châtelain d'Acrocorinthe, contre qui il avait des griefs. 
Selon la Chronique de Morée, quand les serviteurs de Guy lui révèlent son erreur, le meurtrier prend Guy dans ses bras pour lui demander pardon, mais celui-ci meurt à ses côtés peu après.
Le nom de son épouse est inconnu, mais il a au moins un enfant :
- Hugues II de Charpigny, qui succède à son père.